# 威遠老君山石刻
威遠老君山石刻位於四川省內江市威遠縣，文物遺址年代判定為唐至清。2012年7月16日公佈為第八批四川省文物保護單位。
老君山石刻位於四川省內江市威遠縣鎮西鎮老君村，分佈於大老君山坡上，現存有四龕唐宋時期摩崖造像和歷代文人書法家題刻作品十余幅。其中，崖壁上雕刻的《紹熙判府曹公老君山保守記碑》是記錄紹熙府軍民抗元的珍貴歷史實物資料，但該石刻除標題以外，其余文字都已風化。清末著名詩人、書法家趙熙及其學生游老君山後，在石壁上留詩，敘述老君山的歷史傳聞和雄奇壯美的景色。老君山石刻雕刻精美，文字清晰，保存完好。除石刻以外，老君山還分佈石窟多座，其中佛道合龕造像在四川地區較為罕見，具有較高的歷史、藝術、科學價值。2010年，老君山石刻被威遠縣人民政府公佈為縣級文物保護單位。2011年被內江市人民政府公佈為市級文物保護單位。